# راكيل ولش
راكيل ولش (بالإنجليزية: Raquel Welch) مواليد 5 سبتمبر 1940 في شيكاغو، إلينوي، الولايات المتحدة، هي ممثلة أمريكية بدأت مسيرتها الفنية عام 1964. كما أنها من الفائزات بجائزة غولدن غلوب.

## الأعمال
- رحلة رائعة
- قواعد بسيطة
- سي إس آي: ميامي
- الساحرة المراهقة سابرينا
- ساينفيلد
- ميرا بريكندريدج

## وفاتها
توفيت راكيل ولش في 15 فبراير 2023، في منزلها في مدينة لوس أنجلوس.

## روابط خارجية
- راكيل ولش على موقع IMDb (الإنجليزية)
- راكيل ولش على موقع ميتاكريتيك (الإنجليزية)
- راكيل ولش على موقع الموسوعة البريطانية (الإنجليزية)
- راكيل ولش على موقع روتن توميتوز (الإنجليزية)
- راكيل ولش على موقع مونزينجر (الألمانية)
- راكيل ولش على موقع قاعدة بيانات الأفلام العربية
- راكيل ولش على موقع ألو سيني (الفرنسية)
- راكيل ولش على موقع ميوزك برينز (الإنجليزية)
- راكيل ولش على موقع تيرنر كلاسيك موفيز (الإنجليزية)
- راكيل ولش على موقع أول موفي (الإنجليزية)